# جيليان ك. فيرغسون
جيليان ك. فيرغسون (بالإنجليزية: Gillian K. Ferguson)‏ هي كاتِبة وشاعرة بريطانية، ولدت في 1965.